# 삼일고등학교 (강원)
삼일고등학교(三一高等學校)는 대한민국 강원특별자치도 삼척시 남양동에 있는 사립 고등학교이다.

## 학교 연혁
- 1968년 11월 26일 : 학교법인 삼일학원 설립인가
- 1969년 3월 2일 : 삼일중학교 개교
- 1980년 11월 26일 :  삼일고 설립인가 (9학급 인가)
- 1981년 3월 2일 : 삼일고 3학급 입학식
- 1984년 2월 10일 : 삼일중 제13회, 삼일고 제1회 졸업식
- 1987년 9월 21일 : 삼일고 남·여 공학으로 학칙 변경 승인
- 2005년 11월 27일 : 삼일고등학교 다목적실 및 교과교실 증축공사 (지성관)
- 2015년 3월 31일 : 급식소 및 체육관 준공
- 2017년 3월 7일 : 제17대 김재록 이사장 취임
- 2017년 9월 1일 : 제11대 김시덕 교장 취임
- 2025년 1월 10일 : 삼일고 제42회 졸업식 72명(총 5,446명)
- 2025년 4월 7일 : 제14대 이상원 교장 취임

## 참고 자료
- 삼일고등학교 - 한국교육학술정보원 학교알리미